# Particle Data Group
Particle Data Group (PDG) – międzynarodowa grupa fizyków cząstkowych zbierająca i podsumowująca opublikowane wyniki związane z własnościami cząstek elementarnych i oddziaływań podstawowych. Publikuje również przeglądy fenomenologicznie istotnych wyników teoretycznych, również te związane z pokrewnymi dziedzinami takimi jak kosmologia. PDG wydaje obecnie Review of Particle Physics i jego wersję kieszonkową, Particle Physics Booklet, drukowane co dwa lata jako książki i co roku aktualizowane w Internecie.
PDG wydaje też Pocket Diary for Physicists, kalendarz z datami kluczowych międzynarodowych konferencji i informacjami kontaktowymi głównych instytucji związanych z fizyką wysokich energii. Kontroluje także standardową numerację cząstek dla generatorów zdarzeń we współpracy z ich autorami.

## Review of Particle Physics
Review of Particle Physics (dawniej Review of Particle Properties, Data on Particles and Resonant States i Data on Elementary Particles and Resonant States) to obszerne, ponad 1200-stronicowe podsumowanie własności cząstek i przegląd aktualnego stanu fizyki cząstek elementarnych, ogólnej teorii względności i kosmologii Wielkiego Wybuchu. Zwykle wyróżniany w analizie cytowań, jest obecnie najczęściej cytowanym tekstem w fizyce wysokich energii – cytowanym w literaturze naukowej ponad 2 tys. razy rocznie (stan na rok 2009).